# Spiroctenus gooldi
Spiroctenus gooldi là một loài nhện trong họ Nemesiidae.
Spiroctenus gooldi được miêu tả năm 1903 bởi Purcell.